# Sinopia

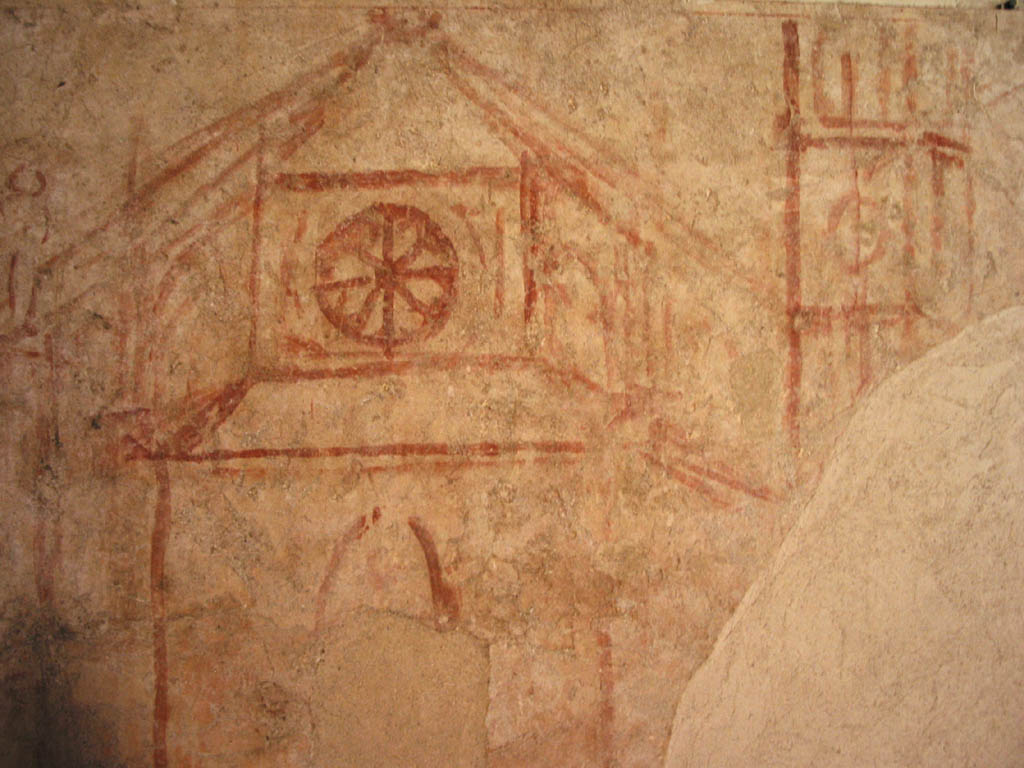
Abadía de San Galgano.

Una sinopia es un dibujo realizado sobre la preparación de un muro que se ha de pintar al fresco. Técnica utilizada para marcar el boceto sobre la base en la cual se realizará el fresco. 
Se han encontrado restos de sinopia como dibujo preparatorio en la pintura mural de los templos del Antiguo Egipto como antecedente de la pintura al fresco y también se utilizaba esta técnica en la pintura mural románica.
En el siglo XVI se usaba papel o tela (cartón) que se perforaba sobre el muro, para que las punzadas guiaran al pintor. Hasta el siglo XV se echaba polvo de color para "calcar" sobre la pared, empolvando con un saco lleno de hollín en las perforaciones del cartón (spolvero). Miguel Ángel y Rafael utilizaban tierra de color roja.

## Otro significado
Sinopia es un pigmento compuesto de óxidos de hierro, usualmente de color ocre rojizo (tierra roja), el más utilizado para la pintura mural, aunque también puede tener otras tonalidades que van del ocre amarillo al negro.
El término proviene probablemente de las valiosas tierras rojas de la región de Sinope, en Turquía.

## Literatura
- Fabrizio F.V. Arrigoni: "Sinopie architettura ex artramentis". Lindlar 2011. Die Neue Sachlichkeit, ISBN 978-3942139-07-6 (German/Italian); ISBN 978-3-942139-08-3 (Italian/English).